# Lixières (Belleau)
Pour les articles homonymes, voir Lixières.
Lixières est une ancienne commune française du département de Meurthe-et-Moselle, rattachée à Belleau depuis 1971.

## Géographie
Le mont Toulon (Toullon), au pied duquel se trouve le village de Lixières, a plus de 100 mètres d'élévation : le sommet présentait au début du XIXe siècle les ruines d'un ancien château et un puits très profond.

## Toponymie
Anciennement mentionné : Th. de Lincières (1285), Lexières (1334), Lexière (1551), Lixières ou Lissier (1719), Lixière-sur-Seille (1779), Lixieres (1793), Lixière (1801),.

## Histoire
Lixières dépendait en 1594 du fief, bailliage et comté d'Apremont ; en 1710, de la prévôté et du bailliage de Pont-à-Mousson ; puis à partir de 1751 du bailliage de Nomeny sous la coutume de Saint-Mihiel. À la suite de la Révolution française, Lixières est incorporé en 1790 dans le district de Pont-à-Mousson et dans le canton de Belleau.
Le 10 février 1971, la commune de Lixières est rattachée à celle de Belleau (fusion simple).

## Démographie
| 1886 | 1896 | 1906 | 1926 | 1936 | 1946 | 1954 | 1962 | 1968 |
| ---- | ---- | ---- | ---- | ---- | ---- | ---- | ---- | ---- |
| 285  | 296  | 229  | 185  | 165  | 151  | 132  | 143  | 141  |